# Alberta Highway 69
Der Alberta Highway 69 ist ein kurzer, in Ost-West-Richtung verlaufender Highway im nordwestlichen Alberta. Er beginnt am südwestlichen Stadtrand von Fort McMurray an einer Abzweigung vom Alberta Highway 63 und endet nach 14 km südlich von Saprae Creek an der Einfahrt zu einem Güterbahnhof der Canadian National Railway. An seiner Strecke liegt der Fort McMurray International Airport.
Der Highway ist dabei, als sogenannte „Core Route“, Bestandteil des kanadischen National Highway System.